# Storenomorpha arboccoae
Storenomorpha arboccoae là một loài nhện trong họ Zodariidae.
Loài này thuộc chi Storenomorpha. Storenomorpha arboccoae được Rudy Jocqué & Robert Bosmans miêu tả năm 1989.